# Kostel Panny Marie Dobré rady (Pohoří na Šumavě)
Kostel Panny Marie Dobré rady v Pohoří na Šumavě v Novohradských horách byl vystavěn v závěru 18. století. Dne 30. května 1999 se věž a loď kostela zřítila. Kromě obvodových zdí zůstal zachován presbytář, který je využíván k bohoslužbám, kulturním akcím a setkáním někdejších obyvatel.
Od roku 1958 je kostel chráněn jako kulturní památka.

## Historie
Pozdně barokní kostel Panny Marie Dobré rady nechal v Pohoří postavit majitel zdejšího panství hrabě Josef Jan Buquoy na místě starší kaple z roku 1779. Po druhé světové válce byli odsunuti německy mluvící obyvatelé a obec se přes snahu o dosídlení postupně vylidnila. V 50. letech byl kostel využíván jako stáj pro dobytek.
Později se Pohoří dostalo do přísně střeženého hraničního pásma a v roce 1978 zde už žádní obyvatelé nezůstali. Naprostou většinu domů s výjimkou kostela, fary a školy zbořila armáda.
Dne 30. května 1999 se po dešti zřítila věž, která při pádu zničila chrámovou loď. Zůstaly stát jen boční obvodové zdi a presbytář. Stalo se tak jen několik dní před nástupem dělníků, kteří měli kostel rekonstruovat.
Postupně byla zahájena částečná obnova kostela. Loď (bez přední stěny) zůstala bez střechy, krovů a klenby, opravena zde byla pouze koruna zdiva. Je volně přístupná. Novou zdí s oknem a dveřmi je naopak nově uzavřena kaple, která vznikla z presbytáře. Z dobrovolných příspěvků je postupně vybavován interiér, např. v roce 2015 byly instalovány nové okenní vitráže se zobrazením sv. Josefa a sv. Panny Marie. Sakristie a přístavky mají nová okna, loď má jen rámy oken beze skel. V současné době je doplněn interiér i o obrazy 14 zastavení křížové cesty.
O rekonstrukci kostela se stará jednak farnost Kaplice, jednak vyhnaní rodáci žijící v Rakousku, kteří jsou členy spolku Bucherser Heimatverein. Zázemí kaple slouží jako zázemí pro akce pořádané zejména spolkem Bucherser Heimatverein jako jsou pravidelné vánoční koncerty, zimní běžkování a další setkávací akce. Spolek Bucherser Heimatverein provozuje od Velikonoc do října každou první a třetí neděli mezi 13:00 a 18:00 občerstvení v oratoři kostela, spojené s prodejem lokálních výrobků.